# Antigua en Barbuda op de Olympische Zomerspelen 1996
Antigua en Barbuda nam naar deel aan de Olympische Zomerspelen 1996 in Atlanta, Verenigde Staten. Net als bij de vier eerdere deelnames, werden er geen medailles gewonnen. 

## Deelnemers en resultaten
(m) = mannen, (v) = vrouwen

### Atletiek
| Olympiër                                                    | Discipline | Resultaat | Prestatie                                       |
| ----------------------------------------------------------- | ---------- | --------- | ----------------------------------------------- |
| N'kosie Barnes Michael Terry Mitchell Browne Howard Lindsay | 4x400m (m) | 24e       | serie: 6e 3.09,46                               |
|                                                             |            |           |                                                 |
| Heather Samuel                                              | 100m (v)   | 28e       | serie 3: 5e in 11,44 kwartfinale 1: 7e in 11,60 |
| Heather Samuel                                              | 200m (v)   | 28e       | serie 4: 4e in 23,34 kwartfinale 3: 8e in 23,54 |
| Dine Potter Sonia Williams Charmaine Thomas Heather Samuel  | 4x100m (v) | DSQ       | serie 1: gediskwalificeerd                      |
| Dine Potter Sonia Williams Charmaine Thomas Heather Samuel  | 4x400m (v) | 13e       | serie: 3.44,98                                  |

### Kanovaren
| Olympiër                   | Discipline    | Resultaat | Prestatie               |
| -------------------------- | ------------- | --------- | ----------------------- |
| Pieter Lehrer Jacob Lehrer | C-2 1000m (m) | 17e       | serie 1: 9e 5.20,421    |
|                            |               |           |                         |
| Heidi Lehrer               | K-1 500m (v)  | 23e       | serie 2: 8e in 3.00,672 |

### Wielersport
| Olympiër       | Discipline       | Resultaat | Prestatie      |
| -------------- | ---------------- | --------- | -------------- |
| Rory Gonsalves | mountainbike (m) | DNF       | niet gefinisht |

### Zeilen
| Olympiër   | Discipline | Resultaat | Prestatie                                      |
| ---------- | ---------- | --------- | ---------------------------------------------- |
| Karl James | laser (m)  | 43e       | 340 punten (45-35-39-35-39-DNF-34-45-49-40-28) |

Afghanistan · Albanië · Algerije · Amerikaanse Maagdeneilanden · Amerikaans-Samoa · Andorra · Angola · Antigua‑Barbuda · Argentinië · Armenië · Aruba · Australië · Azerbeidzjan · Bahama's · Bahrein · Bangladesh · Barbados · België · Belize · Benin · Bermuda · Bhutan · Bolivia · Bosnië en Herzegovina · Botswana · Brazilië · Britse Maagdeneilanden · Brunei · Bulgarije · Burkina Faso · Burundi · Cambodja · Canada · Centraal-Afrikaanse Republiek · Chili · China · Chinees Taipei · Colombia · Comoren · Congo-Brazzaville · Cookeilanden · Costa Rica · Cuba · Cyprus · Denemarken · Djibouti · Dominica · Dominicaanse Republiek · Duitsland · Ecuador · Egypte · El Salvador · Equatoriaal-Guinea · Estland · Ethiopië · Fiji · Filipijnen · Finland · Frankrijk · Gabon · Gambia · Georgië · Ghana · Grenada · Griekenland · Groot-Brittannië · Guam · Guatemala · Guinee · Guinee-Bissau · Guyana · Haïti · Honduras · Hongarije · Hongkong · Ierland · IJsland · India · Indonesië · Irak · Iran · Israël · Italië · Ivoorkust · Jamaica · Japan · Jemen · Joegoslavië · Jordanië · Kaaimaneilanden · Kaapverdië · Kameroen · Kazachstan · Kenia · Kirgizië · Koeweit · Kroatië · Laos · Lesotho · Letland · Libanon · Liberia · Libië · Liechtenstein · Litouwen · Luxemburg ·  Macedonië · Madagaskar · Malawi · Malediven · Maleisië · Mali · Malta · Marokko · Mauritanië · Mauritius · Mexico · Moldavië · Monaco · Mongolië · Mozambique · Myanmar · Namibië · Nauru · Nederland · Nederlandse Antillen · Nepal · Nicaragua · Nieuw-Zeeland · Niger · Nigeria · Noord-Korea · Noorwegen · Oeganda · Oekraïne · Oezbekistan · Oman · Oostenrijk · Pakistan · Palestina · Panama · Papoea-Nieuw-Guinea · Paraguay · Peru · Polen · Portugal · Puerto Rico · Qatar · Roemenië · Rusland · Rwanda · Saint Kitts en Nevis · Saint Lucia · Saint Vincent en Grenadines · Salomonseilanden · Samoa · San Marino · Sao Tomé en Principe · Saoedi-Arabië · Senegal · Seychellen · Sierra Leone · Singapore · Slovenië · Slowakije · Soedan · Somalië · Spanje · Sri Lanka · Suriname · Swaziland · Syrië · Tadzjikistan · Tanzania · Thailand · Togo · Tonga · Trinidad en Tobago · Tsjaad · Tsjechië · Tunesië · Turkije · Turkmenistan · Uruguay · Vanuatu · Venezuela · Verenigde Arabische Emiraten · Verenigde Staten · Vietnam · Wit-Rusland · Zaïre · Zambia · Zimbabwe · Zuid-Afrika · Zuid-Korea · Zweden · Zwitserland